# Tikyaband
Tikyaband är en ort i Azerbajdzjan.   Den ligger i distriktet Lerik Rayonu, i den södra delen av landet, 220 km sydväst om huvudstaden Baku. Tikyaband ligger 1 379 meter över havet och antalet invånare är 1 056.
Terrängen runt Tikyaband är kuperad åt sydost, men åt nordväst är den bergig. Närmaste större samhälle är Lerik, 13,4 km nordväst om Tikyaband. 
Trakten runt Tikyaband består i huvudsak av gräsmarker. Runt Tikyaband är det ganska tätbefolkat, med 60 invånare per kvadratkilometer.